# Roy Hinkel
Pour les articles homonymes, voir Hinkel.
Reinhold « Roy » Hinkel (né le 22 août 1905 à Briesen, mort le 6 octobre 1981 à Vancouver) est un joueur canadien de hockey sur glace.

## Carrière
Sa famille s'installe en 1907 au Canada, à Winnipeg.
Roy Hinkel joue toute sa carrière à Winnipeg, jusqu'à sa retraite de joueur en 1937.
Au cours de la saison 1930-1931, Roy Hinkel fait partie du Hockey Club de Winnipeg qui remporte la Keane Memorial Cup en tant que champions de Winnipeg, la coupe Pattison en tant que champions du Manitoba et la Coupe Allan en 1931. Il est ensuite joueur des Monarchs de Winnipeg. Avec cette équipe, il remporte une deuxième fois la coupe Allan en 1934.
En tant que championne de la Coupe Allan, l'équipe est sélectionnée pour représenter le Canada aux Jeux olympiques d'hiver de 1932 à Lake Placid. Le Canada remporte la médaille d'or. Roy Hinkel joue les six matchs et marque trois points.
En tant que membre des Monarchs de Winnipeg, vainqueurs de la coupe Allen en 1934, il participe également au Championnat du monde de hockey sur glace 1935, où le Canada remporte le titre.
Il travaille comme employé dans l'industrie céréalière et ouvrier dans la construction.
En 2004, il est intronisé au Temple de la renommée des sports du Manitoba.